# René Thomas (piloto)
René Thomas (7 de marzo de 1886 – 23 de septiembre de 1975) fue un piloto automovilístico y aviador pionero francés. Ganó las 500 Millas de Indianápolis de 1914.

## Biografía
Thomas nació en 1886 en el Périgueux, Francia. Piloto destacado en su país, viajó a los Estados Unidos para competir en las 500 Millas de Indianápolis en cuatro ocasiones. Ganó la prueba de 1914 en su primera participación, al volante de un Delage.
Liberado del servicio militar en el Ejército Francés durante la Primera Guerra Mundial, pudo continuar corriendo. En el periodo de entreguerras se hicieron conocidos los volantes con radios de acero fabricados con un dibujo del rostro de Thomas y su firma grabados. Fueron usados particularmente en los deportivos Delage, aunque el piloto Jean Chassagne también llevaba uno en su Sunbeam TT de 1922.
El 6 de julio de 1924 batió el récord mundial de velocidad en Arpajon, Francia, con un registro de 230.64 km/h al volante de un Delage.
En 1973 regresó a las 500 millas de Indianápolis para desfilar en su Delage ganador en 1914.
Murió en 1975 a los 89 años, en París.

## Aviación
Alrededor de 1910, Thomas comenzó a pilotar aviones para la compañía Antoinette, cuyo presidente era Léon Levavasseur. Un socio de Thomas, Hubert Latham, era otro de los pilotos de prueba de Antoinette.
Thomas participó en competiciones de aviación por toda Europa. En Milán, en octubre de 1910, estuvo implicado en la primera colisión aérea de la historia, cuando su monoplano Antoinette se precipitó contra el Farman biplano del capitán Bertram Dickson, un aviador escocés. Milagrosamente, Thomas no resultó gravemente herido, pero Dickson sufrió daños internos y nunca se recuperó plenamente, falleciendo en 1913.

## Resultados

### 500 Millas de Indianápolis
| Año     | Coche   | Salida  | Calific | Número  | Final   | Vueltas | Líder | Retirado |
| ------- | ------- | ------- | ------- | ------- | ------- | ------- | ----- | -------- |
| 1914    | 16      | 15      | 94.540  | 4       | 1       | 200     | 102   | Meta     |
| 1919    | 31      | 1       | 104.700 | 1       | 11      | 200     | 0     | Meta     |
| 1920    | 25      | 18      | 93.950  | 5       | 2       | 200     | 12    | Meta     |
| 1921    | 15      | 17      | 83.750  | 21      | 10      | 144     | 0     | Manguito |
| Totales | Totales | Totales | Totales | Totales | Totales | 744     | 114   |          |

| Salidas      | 4 |
| Poles        | 1 |
| Primera Fila | 1 |
| Victorias    | 1 |
| Top 5        | 2 |
| Top 10       | 3 |
| Retirado     | 1 |

| Precedido por Jules Goux | Ganador 500 Millas de Indianápolis 1914 | Sucedido por Ralph DePalma |